# 3825 Нюрнберг
3825 Нюрнберг (3825 Nürnberg) — астероїд головного поясу, відкритий 30 жовтня 1967 року чехословацьким астрономом Любошем Когоутеком. Названо на честь німецького міста Нюрнберг.
Тіссеранів параметр щодо Юпітера — 3,623.